# Erwin Dudley
Erwin Lamond Dudley, conosciuto anche con il nome turco Ersin Dağlı (Uniontown, 2 ottobre 1981), è un ex cestista statunitense con cittadinanza turca.

## Carriera
Uscito nel 2003 dalla University of Alabama, trovò l'accordo con i Crabs Rimini, ma l'ingaggio non si perfezionò a causa di un precedente infortunio al ginocchio destro dal quale il giocatore, secondo i pareri dei medici, non si era ancora totalmente ripreso. Il lungo recupero lo ha costretto a saltare la stagione 2003-04.
Un anno più tardi è approdato in Israele al Maccabi Rishon LeZion, poi ha iniziato una lunga parentesi in Turchia: al primo anno con il Türk Telekom ha prodotto 17,1 punti e 8,4 rimbalzi di media, guadagnandosi il rinnovo per le stagioni successive. Il 17 dicembre 2008 ha ottenuto la cittadinanza turca complici gli anni di militanza nel paese, status valido a partire dall'annata sportiva 2009-2010.
Terminato nel 2010 il contratto con il Türk Telekom, ha giocato un anno con la canotta dell'Efes Pilsen e uno con quella del Beşiktaş, con cui ha vinto l'EuroChallenge. A partire dal 2012 è un giocatore del Galatasaray.

## Palmarès

### Squadra
- Campionato turco: 2

Beşiktaş: 2011-12
Galatasaray: 2012-13
- Coppa di Turchia: 2

Türk Telekom: 2007-08
Beşiktaş: 2011-12
- EuroChallenge: 1

Beşiktaş: 2011-12
- Coppa del Presidente: 1

Efes: 2010

### Individuale
- NCAA AP All-America Third Team (2002)